# Pirdop Gate
Das Pirdop Gap (englisch; bulgarisch Пирдопска порта Pirdopska porta) ist ein zwischen 260 und 375 m hoher Gebirgspass im östlichen Teil des Bowles Ridge auf der Livingston-Insel im Archipel der Südlichen Shetlandinseln. Er liegt zwischen dem Maritsa Peak und dem Atanasoff-Nunatak und führt vom Struma-Gletscher im Norden zum Huron-Gletscher im Süden. Er ist Teil der Überlandroute zwischen dem mittleren Abschnitt des Huron-Gletschers und dem oberen Abschnitt des Kaliakra-Gletschers.
Bulgarische Wissenschaftler kartierten ihn im Zuge der Vermessung der Tangra Mountains zwischen 2004 und 2005. Die bulgarische Kommission für Antarktische Geographische Namen benannte ihn 2005 nach der Stadt Pirdop im Zentrum Bulgariens.